# Louis Debney
Louis dit Lou Debney (3 janvier 1916, Los Angeles - 8 avril 1986, Glendale, Californie) est un animateur, réalisateur et producteur américain ayant travaillé pour les studios Disney.
Il est le père de John Debney, compositeur.

## Filmographie
- 1936 : Papa Pluto (assistant réalisateur)[2]
- 1937 : Don Donald (assistant réalisateur)[3]
- 1937 : Blanche-Neige et les Sept Nains (layout, non crédité)
- 1940 : Pinocchio (assistant réalisateur, non crédité)
- 1941 : Le Dragon récalcitrant (assistant réalisateur séquences animées)
- 1946 : The Building of a Tire (réalisateur)[4]
- 1956 : The Hardy Boys: The Mystery of the Applegate Treasure (assistant réalisateur, série télé)
- 1957 : Zorro (assistant producteur)
- 1957 : Les Aventures de Perri (directeur de production)
- 1959-1972 : Disneyland
  - coordinateur de production sur 1 épisode en 1959
  - producteur associé sur 8 épisodes entre 1960 et 1965
  - assistant producteur sur 5 épisodes entre 1961 et 1972
- 1963 : Johnny Shiloh de James Neilson
- 1963 : Sam l'intrépide (Savage Sam) (assistant producteur)
- 1965-1966 : Gallegher (série TV, assistant producteur)
- 1967 : Rentrez chez vous, les singes ! (Monkeys, Go Home !) (assistant producteur)
- 1967 : L'Honorable Griffin (The Adventures of Bullwhip Griffin) (producteur associé)
- 1970 : Dad, Can I Borrow the Car? (assistant producteur, télévision)